# Aardbeving Alaska 1964
De aardbeving van Alaska in 1964 vond plaats op 27 maart 1964.
Deze aardbeving, die ook bekend is als Goede Vrijdagaardbeving is de zwaarste aardbeving in de geschiedenis van de Verenigde Staten en de op twee na zwaarste beving die door een seismograaf is vastgelegd (de zwaarste was de aardbeving van Valdivia in 1960).
De aardbeving vond plaats bij de breuklijn van de Pacifische tektonische plaat en de Noord-Amerikaanse Plaat die loopt van westzuidwest naar oostnoordoost ten zuiden van Alaska. De Pacifische plaat schuift langzaam maar permanent onder de Noord-Amerikaanse. Hierdoor wordt spanning opgebouwd die tot ontlading komt als de Noord-Amerikaanse plaat plotseling "vrijkomt" en een stuk naar het zuiden tot zuidoosten schuift. Daarbij vond enige kanteling plaats van de Noord-Amerikaanse plaat. Het zuidoostelijk deel ervan, grotendeels onder de oceaanbodem gelegen, kwam tot ongeveer 10 meter omhoog (rood omlijnd op de kaart). Het aangrenzend noordwestelijk deel, ongeveer vanaf Kodiak Island via het schiereiland Kenai naar Anchorage en de Prince William Sound, zakte tot 2 meter (blauw omlijnd).
De aardbeving gebeurde rond 17.36 uur lokale tijd en had een kracht van 9,2 op de schaal van Richter. Het epicentrum lag in de Prince William Sound, in de Golf van Alaska ten zuiden van centraal Alaska. De grootste schade werd aangericht in Anchorage, 120 kilometer ten noordwesten van het epicentrum. De beving duurde er ongeveer vier minuten. Veel verwoestingen in de stad werden door aardverschuivingen veroorzaakt, waarbij de aanwezigheid van snelle klei een rol speelde. Bijna alle 75 huizen in de buurt Turnagain Heights werden verwoest, later werd hier het "Earthquake Park" gemaakt. Anchorage kreeg te maken met verwoesting van of grote schade aan gebouwen en huizen die niet aardbevingsbestendig waren. Hetzelfde gold voor de infrastructuur van wegen, water- en rioolleidingen en elektriciteit. Van de schade is veel beeldmateriaal bewaard gebleven. De 20 meter hoge betonnen verkeerstoren van het internationale vliegveld stortte in waarbij de dienstdoende verkeersleider omkwam. In meerdere andere steden en dorpen werd grote schade aangericht. Gedeelten van Montague Island kwamen ruim 11 meter hoger te liggen. Op Kodiak Island kwam de zuidoostkust omhoog, de rest van het eiland daalde. Ten zuidoosten van Anchorage daalde de bodem 2,4 meter zodat aanpassing van de Seward highway over een afstand van 20 km nodig was om hem boven het nieuwe hoogwaterpeil te brengen.

De dorpjes Girdwood en Portage, 50 en 60 km zuidoost van Anchorage werden vernield door de bodemdaling en eropvolgende hoogwatergetijden. Girdwood werd landinwaarts herbouwd, Portage werd verlaten. De meeste kustplaatsen in de Prince William Sound, op het schiereiland Kenai, en op Kodiak met name de havens van Seward, Whittier, en Kodiak werden zwaar beschadigd door een combinatie van aardschokken en landverschuivingen, tsunami's of de daardoor veroorzaakte branden. Als gevolg van de aardbeving kwamen 139 mensen om het leven. Het aantal slachtoffers bleef beperkt omdat de kusten en eilanden van Alaska en British Columbia dunbevolkt tot onbewoond zijn.

De beving is uitgebreid onderzocht door geologen waarvan documentatiemateriaal beschikbaar is. De video rechtsonder geeft daarvan een samenvatting.

## Tsunami
De meeste slachtoffers werden gemaakt door de tsunami's die volgden op de aardbeving. 
Behalve de tektonische tsunami veroorzaakt door de eigenlijke aardbeving, ontstonden nog een twintigtal plaatselijke vloedgolven door (deels) onderzeese landverschuivingen.

Bij Valdez, een havenstadje aan het eind van een fjord, gebouwd op een onstabiele ondergrond van zand- en grindsedimenten, leidden de aardschokken er direct toe dat een kuststrook van 12 km bij 200 meter de fjord inschoof. De haveninfrastructuur ging mee de fjord in en er ontstond een lokale tsunami. Die vond plaats terwijl de aardbeving nog gaande was, zodat een waarschuwing voor het gevaar onmogelijk was. Nabij de haven vonden 30 mensen de dood. Een brand die uitbrak bij de olietanks van de Union Oil Company, verspreidde zich langs het (voormalige) havenfront en verwoestte wat nog overeind stond. Toen deze lokale tsunami het andere eind van de langwerpige fjord bereikte, spoelde deze tot 67 meter hoog op de oever. De tektonische vloedgolf die later de fjord bereikte kon geen schade meer aanrichten. Valdez werd op een andere plek met een steviger ondergrond herbouwd.

In Chenega werden 23 van de 68 inwoners gedood door een golf van 9 meter, de overlevenden ontkwamen door te vluchten naar hoger gebied.

Ook bij Seward, aan het uiteinde van Resurrection Bay, stortten de oevers in de baai, met een lokale tsunami van 9 meter als gevolg. Die verwoestte onder andere olieopslagtanks waardoor brand ontstond. De brandende olie dreef over het water naar tanks van Texaco waar een tweede brand ontstond. 20 minuten na de lokale tsunami volgde de tectonische vloedgolf van 12 meter hoog. Deze nam een muur van vlammen mee en verwoestte grote delen van Seward. Hier vielen 12 doden.
Kodiak op het gelijknamige eiland werd getroffen door tektonische golven van 9 meter die de meeste bedrijven langs de kust vernielden zoals Esso, de King Crab Company en een groot deel van de vissersvloot. De autoriteiten konden na de beving waarschuwen en de meeste inwoners naar hoger gebied evacueren. Een aantal vissers ging na de waarschuwing echter snel naar de haven om hun boten te redden. De Eskimo- of Inuitdorpen Old Harbor en Kaguyak werden weggevaagd door golven van 9 tot 15 meter. Er waren 15 doden waarvan 6 vissers.

British Columbia werd in de nacht getroffen door golven van rond 7 meter hoog. Een aantal kustplaatsen liep flinke schade op maar er waren geen slachtoffers. De eerste golf was niet hoog en gaf de autoriteiten de tijd om te waarschuwen.

Washington, Oregon en Californië
In Washington viel de schade mee. Plaatsen als Moclips, La Push en Ocean City meldden een geschatte golfhoogte van 2 tot 4,5 meter. In Ocean City werd daardoor een brug over de rivier vernield.
In Oregon was de schade groter en vielen 4 doden. Hier werden de oevers langs rivieren en baaien zwaarder getroffen dan de kust. De golfhoogte aan de kust was 3 tot 4,5 meter maar afhankelijk van de vorm van een baai of riviermonding of het ondieper zijn ervan, kan de golf meer landinwaarts hoger zijn, als bij het klotsen in een badkuip.
Van de Amerikaanse westkust werd Californië het zwaarst getroffen. Het grootste deel van de schade was in Crescent City waar een golf van 6,5 meter de stad blank zette. Ook hier was sprake van een badkuipeffect, langs de kust waren de golven 3 tot 4 meter. In Californië vielen 12 doden waarvan 10 in Crescent City. 
Het dodental wordt op 139 gesteld, 15 als gevolg van de aardbeving in Alaska, 106 tsunami-slachtoffers in Alaska, 5 in Oregon en 13 in Californië. De beving noteerde een XI op de schaal van Mercalli.

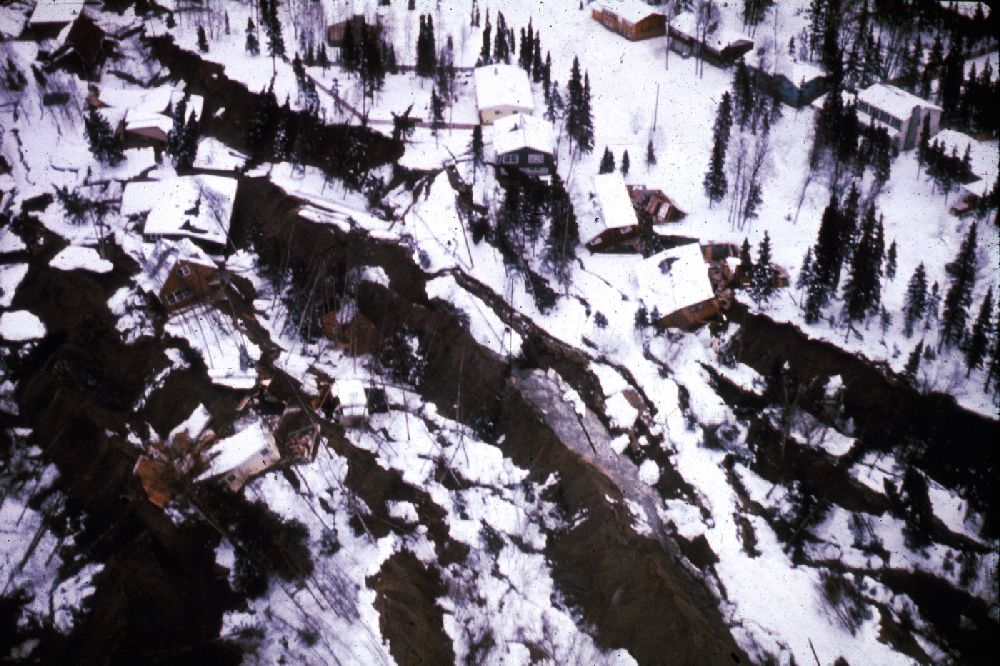
Schade door aardverschuivingen in de Turnagain Heights